# Кольдо Агірре
Луїс Марія «Кольдо» Агірре Відауррасага (ісп. Luis María Aguirre Vidaurrázaga, нар. 27 квітня 1939, Сондіка, Іспанія — пом. 3 липня 2019) — іспанський футболіст, що грав на позиції півзахисника. Виступав за національну збірну Іспанії. По завершенні ігрової кар'єри — тренер.
Дворазовий володар Кубка Іспанії з футболу.

## Клубна кар'єра
У дорослому футболі дебютував 1957 року виступами за команду клубу «Атлетік Більбао», в якій провів дванадцять сезонів, взявши участь у 223 матчах чемпіонату.
Завершив професійну ігрову кар'єру у клубі «Сабадель», за команду якого виступав протягом 1969—1970 років.

## Виступи за збірну
1961 року дебютував в офіційних матчах у складі національної збірної Іспанії. Протягом кар'єри у національній команді, яка тривала п'ять років, провів у формі головної команди країни сім матчів.

## Кар'єра тренера
Розпочав тренерську кар'єру відразу ж по завершенні кар'єри гравця, 1970 року, очоливши тренерський штаб клубу «Ерандіо». Протягом 1971—1972 очолював клуб «Лаудіо».
1972 року став головним тренером команди «Алавес», тренував баскський клуб один рік. Згодом протягом 1976—1979 років очолював тренерський штаб клубу «Атлетік Більбао».
1983 року прийняв пропозицію попрацювати у клубі «Валенсія». Залишив валенсійський клуб 1983 року.
Протягом одного року, починаючи з 1983, був головним тренером команди «Мальорка».
Протягом тренерської кар'єри також очолював команди клубів «Більбао Атлетік», «Еркулес», «Логроньєс» та «Льєйда», а також входив до тренерського штабу молодіжної збірної Країни Басків.
Наразі останнім місцем тренерської роботи був клуб «Баракальдо», головним тренером команди якого Кольдо Аґірре був з 1995 по 1996 рік.

## Досягнення
- Володар Кубка Іспанії з футболу:

«Атлетік Більбао»: 1958, 1969